# Haut-Lomami
Koordinaten: 8° 45′ S, 25° 0′ O
Haut-Lomami (deutsch auch Ober-Lomami) ist eine Provinz in der Demokratischen Republik Kongo mit ca. 3 Millionen Einwohnern. Hauptstadt von Haut-Lomami ist Kamina.

## Geographie
Die Provinz Haut-Lomami liegt im Südosten des Landes und grenzt im Nordwesten an Lomami, im Nordosten an Tanganyika, im Südosten an Haut-Katanga und im Südwesten an Lualaba.

### Verwaltungsgliederung
Die Provinz unterteilt sich in die fünf Territorien Bukama, Kabongo, Kamina, Kaniama, Malemba-Nkulu sowie die Stadt Kamina.

### Demographie
| Zensus 1. Juli 1984 | Projektion 1. Juli 2010 | Projektion 1. Juli 2015 | Projektion 1. Juli 2020 |
| ------------------- | ----------------------- | ----------------------- | ----------------------- |
| 891.021             | 2.426.000               | 2.957.000               | 3.662.800               |

## Geschichte
Das Gebiet der heutigen Provinz Haut-Lomami gehörte nach der Unabhängigkeit der DR Kongo im Jahr 1960 zu dem sich abspaltenden Staat Katanga, der 1963 wieder in das Mutterland integriert wurde und die Provinz Katanga bildete. Gemäß der administrativen Neueinteilung des Landes, welche in der Verfassung von 2005 vorgesehen war, sollte die Provinz Katanga aufgeteilt und der Distrikt Haut-Lomami sowie drei weitere Distrikte Katangas den Provinzstatus erhalten. Als eine von 26 Provinzen sollte das Gebiet eine eigenständige Verwaltung und ein eigenes Regionalparlament bekommen. Im Januar 2011 wurde diese Reform jedoch durch eine umstrittene Verfassungsänderung von Präsident Joseph Kabila praktisch abgesagt. Schließlich wurde sie 2015 doch umgesetzt und Haut-Lomami damit zur Provinz erhoben.